# Vitry-sur-Seine-Ouest (tổng)
Tổng Vitry-sur-Seine-Ouest là một tổng thuộc tỉnh Val-de-Marne trong vùng Île-de-France, Pháp.

## Các xã
Tổng Vitry-sur-Seine-Ouest bao gồm phần đông nam của xã Vitry-sur-Seine. Hai tổng khác của Vitry gồm: le tổng Vitry-sur-Seine-Est và tổng Vitry-sur-Seine-Nord.
| Xã                               | Dân số | Mã bưu chính | Mã insee |
| -------------------------------- | ------ | ------------ | -------- |
| Vitry-sur-Seine, commune entière | 78 908 | 94 400       | 94 081   |